# Chuva de Prata (Leucophyllum frutescens)
Chuva de prata (nome científico: Leucophyllum frutescens) é uma planta pertence à família das Scrophuslariaceae. A chuva de prata uma planta muito desejada pelos jardineiros, isso porque alcança um porte ideal para ser cultivada em jardins e suas flores são roxas.
Mas, para ter essa planta em casa, é preciso saber como cultivar a chuva de prata. Originária da [América Central]], do México, se desenvolveu em uma região chamada Deserto de Chihuahua.
Essa planta forma um arbusto que pode chegar a medir até dois metros de altura, mas por meio da pedação é possível deixá-la do tamanho desejado e cultivá-la e vasos até mesmo dentro de casa. Essa planta recebe esse nome devido suas folhas terem um tom prateado.